# Arisaema kishidae
Arisaema kishidae là một loài thực vật có hoa trong họ Ráy (Araceae). Loài này được Makino ex Nakai mô tả khoa học đầu tiên năm 1917.